# 2011 en Bretagne
 Chronologie de la Bretagne
- 2007
- 2008
- 2009
- 2010
- 2011
- 2012
- 2013
- 2014
- 2015

Cette page recense des événements qui se sont produits durant l'année 2011 en Bretagne.

## Société

### Faits sociétaux
- 1er décembre : assemblée générale constitutive de Paysages de Mégalithes de Carnac et du Sud Morbihan, association dont le but est l'inscription des sites mégalithiques du littoral morbihannais au patrimoine mondial de l'UNESCO[1].

### Catastrophes naturelles
- 16 décembre : Naufrage du TK Bremen sur la côte sud du Morbihan lors de la tempête Joachim, déversant 60 000 litres de fioul sur la plage d'Erdeven[2].

### Décès
- 28 février à Lorient : Éliane Jacq (née le 4 juillet 1948 à Brest), athlète française spécialiste du 400 mètres.

## Infrastructures

### Constructions
- 16 avril : le nouveau pont de Térénez est inauguré dans le Finistère.